# Jazz spirituale
Il jazz spirituale (o jazz astrale) è un sottogenere del jazz che ebbe origine negli Stati Uniti durante gli anni '60. Il genere è difficile da caratterizzare musicalmente ma attinge dal free jazz, jazz d'avanguardia e jazz modale e si concentra tematicamente sulla trascendenza e la spiritualità. L'album di John Coltrane del 1965 A Love Supreme è considerato un punto di riferimento nel genere.

## Stile musicale
Il jazz spirituale non segue uno stile musicale rigorosamente definito, ma generalmente presenta elementi di free jazz, jazz d'avanguardia e jazz modale con influenze dalla musica asiatica e africana. Le armonie quartali, la modalità dorica, i suoni meditativi e il linguaggio musicale del blues e del bebop sono spesso impiegati nel jazz spirituale. I musicisti suonano spesso strumenti non tradizionalmente usati nel jazz o nella musica occidentale, tastiere elettriche e utilizzano lo studio di registrazione come strumento.

## Storia

### Origini

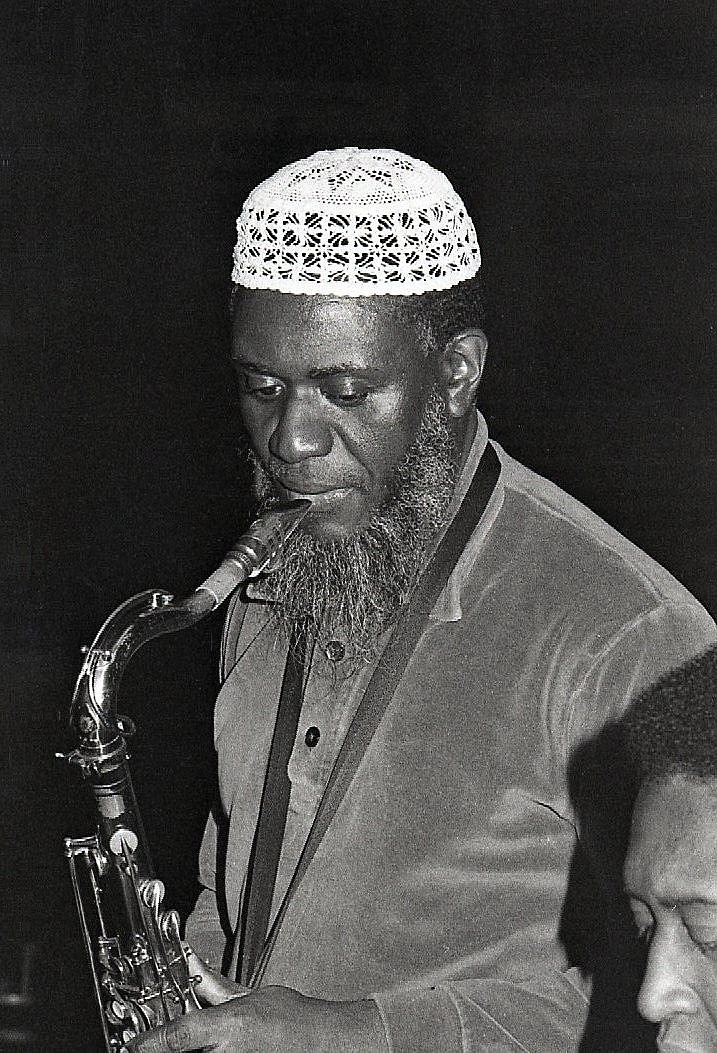
Pharoah Sanders nel 1981.

La critica di solito associa il jazz spirituale agli anni '60, ma gli inizi del genere possono essere ricondotti agli anni '40 e '50 in opere come Black, Brown and Beige di Duke Ellington, Zodiac Suite di Mary Lou Williams e Jazz at the Vespers di George Lewis.
Durante gli anni '60 negli Stati Uniti si stava verificando il movimento per i diritti civili, cambiamenti sociali e movimenti politici. Di conseguenza gli afroamericani guadagnarono una maggiore libertà di celebrare la propria cultura e di esprimersi religiosamente. Ciò portò al desiderio di spingere oltre le convenzioni del jazz, con alcuni artisti che scelsero di ricercare la trascendenza e la spiritualità nella loro musica.
L'album di John Coltrane del 1965 A Love Supreme è generalmente considerato la genesi del jazz spirituale, sebbene si possa sentire Coltrane sviluppare il suono nella canzone Spiritual registrata quattro anni prima. Treblezine scrisse: "Il jazz spirituale inizia, essenzialmente, con John Coltrane", mentre Pitchfork scrisse: "Questa esplorazione musicale [della spiritualità] è stata incarnata dal sassofonista tenore John Coltrane". A Love Supreme e altre opere di John Coltrane ispirarono altri musicisti jazz a creare musica alla ricerca della trascendenza. Per esempio, Pharoah Sanders e Don Cherry furono considerati ispirati dalle opere spirituali di Coltrane.
Dopo la morte di John Coltrane nel 1967 sua moglie Alice Coltrane e Sanders, che avevano entrambi precedentemente suonato con Coltrane, furono tra i primi a continuare il suono del genere. L'album Journey in Satchidananda del 1971 di Coltrane combinò il jazz spirituale con influenze della musica classica indostana, dopo il suo viaggio nella spiritualità con l'aiuto di Swami Satchidananda. Journey in Satchidananda utilizzava raga, arpe, sitar e oud per ottenere il suo suono. Pharoah Sanders si è ispirato alla musica araba, indiana e afro-cubana per creare i primi album di jazz spirituale, tra cui Tauhid (1967) e Karma (1969).

### Proseguimento

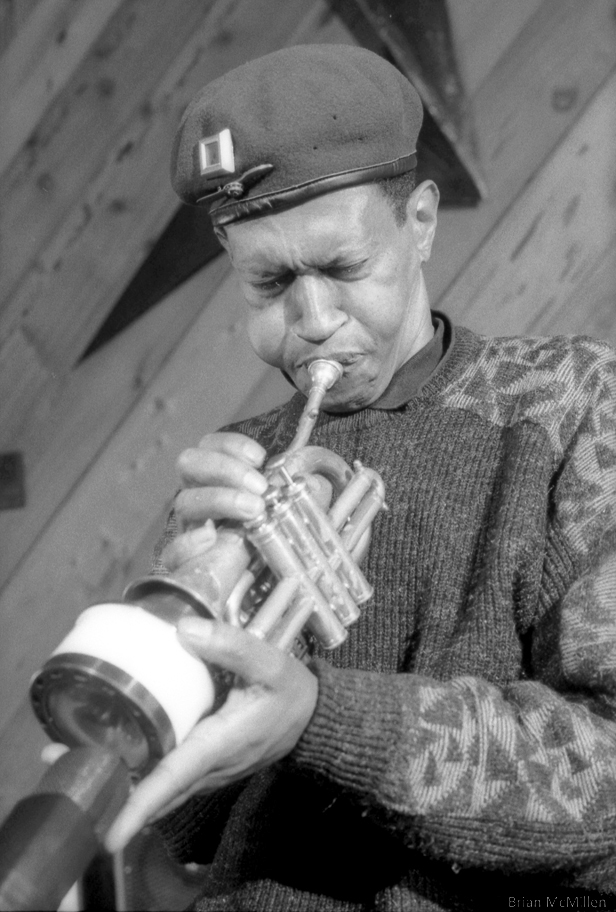
Don Cherry nel 1989

Molti artisti diversi da Alice Coltrane e Pharoah Sanders sono stati ispirati dalle opere di jazz spirituale di John Coltrane. Tra gli artisti prevalenti di quest'era del jazz spirituale vi furono Lonnie Liston Smith, Albert Ayler, Sun Ra e Don Cherry. Il sassofonista Albert Ayler era uno studente di John Coltrane, noto per la sua "inquietante, viscerale e sorprendentemente nuova" interpretazione della tradizione jazz e per il suo uso degli spiritual, come visto in Music is the Healing Force of the Universe del 1969. Il tastierista Lonnie Liston Smith, ispirato dal suo lavoro con Pharaoh Sanders, pubblicò il suo album di debutto Astral Traveling nel 1973. Secondo Brian Zimmerman, "Sebbene [Astral Traveling] attinga a quell'elemento spirituale, ha una vena "poppier" che lo attraversa."
Il jazz spirituale del bandleader Sun Ra è stato influenzato dall'egittologia e ispirò l'afrofuturismo. Secondo Jazziz, Space Is the Place (1973) è uno degli "album più famosi" di Ra. Il sassofonista Azar Lawrence, descritto come un "devoto di Coltrane" da KCRW, pubblicò Bridge into the New Age nel 1974. L'album ebbe un'influenza sui giovani musicisti jazz di Londra, fino agli anni 2020.

### Contemporaneo
Il jazz spirituale era presente principalmente durante gli anni '60 e '70, sebbene il genere sia ancora attualmente creato in misura minore. Esempi di album di jazz spirituale degli anni 2010 e 2020 includono The Epic di Kamasi Washington (2015), Wisdom of Elders di Shabaka & The Ancestors (2016), There is a Place di Maisha (2019), Reverence di Muriel Grossman (2019) e Cosmic Transitions di Isaiah Collier & The Chosen Few (2021). Secondo Treblezine, "Kamasi Washington ha riportato il jazz spirituale alla coscienza popolare su scala più ampia nel 2015 con l'uscita di [The Epic]". KCRW ha scritto: "Washington sta attirando molti giovani appassionati sulla scena jazz."